# Pięciobój nowoczesny na Letnich Igrzyskach Olimpijskich 1972
Wyniki zawodów w pięcioboju nowoczesnym na Letnich Igrzyskach Olimpijskich 1972.

## Medaliści

### Indywidualnie
| Miejsce | Zawodnik          | Jeździectwo | Szermierka | Strzelectwo | Pływanie | Bieg | Razem |
| ------- | ----------------- | ----------- | ---------- | ----------- | -------- | ---- | ----- |
|         | András Balczó     | 1060        | 1057       | 956         | 1060     | 1279 | 5412  |
|         | Boris Oniszczenko | 945         | 1076       | 1066        | 1128     | 1120 | 5335  |
|         | Pawieł Ledniow    | 1060        | 1019       | 1022        | 1092     | 1135 | 5328  |

### Drużynowo
| Miejsce | Zawodnik                                           | Jeździectwo | Szermierka | Strzelectwo | Pływanie | Bieg | Razem |
| ------- | -------------------------------------------------- | ----------- | ---------- | ----------- | -------- | ---- | ----- |
|         | Boris Oniszczenko Pawieł Ledniow Władimir Szmielow | 2925        | 3060       | 3110        | 3396     | 3477 | 15968 |
|         | András Balczó Zsigmond Villányi Pál Bakó           | 2975        | 2820       | 2692        | 3280     | 3537 | 15348 |
|         | Risto Hurme Veikko Salminen Martti Ketelä          | 3010        | 2580       | 2670        | 3300     | 3252 | 14812 |

## Klasyfikacja medalowa
| Klasyfikacja medalowa | Klasyfikacja medalowa | Klasyfikacja medalowa | Klasyfikacja medalowa | Klasyfikacja medalowa | Klasyfikacja medalowa |
| --------------------- | --------------------- | --------------------- | --------------------- | --------------------- | --------------------- |
| Miejsce               | Reprezentacja         | Złoto                 | Srebro                | Brąz                  | Razem                 |
| 1.                    | ZSRR                  | 1                     | 1                     | 1                     | 3                     |
| 2.                    | Węgry                 | 1                     | 1                     | 0                     | 2                     |
| 3.                    | Finlandia             | 0                     | 0                     | 1                     | 1                     |